# Gastrotheca piperata
Espèce
Statut de conservation UICN

 LC  : Préoccupation mineure
Gastrotheca piperata est une espèce d'amphibiens de la famille des Hemiphractidae.

## Répartition
Cette espèce est endémique de Bolivie. Elle se rencontre dans les départements de Cochabamba et de Santa Cruz de 1 850 à 2 800 m d'altitude sur le versant amazonien de la cordillère Orientale.

## Publication originale
- Duellman & Köhler, 2005 : New species of marsupial frog (Hylidae: Hemiphractinae: Gastrotheca) from the yungas of Bolivia. Journal of Herpetology, vol. 39, no 1, p. 91-100.